# الکس پولیسیوس
الکس پولیسیوس (انگلیسی: Alex Polisois؛ زادهٔ ) یک بازیکن تنیس روی میز اهل کانادا است.